# Eulasia bombyliformis
Eulasia bombyliformis là một loài bọ cánh cứng trong họ Glaphyridae. Loài này được Pallas miêu tả khoa học năm 1781.